# Лаос на Летњим олимпијским играма 2012.
Лаос на Летњим олимпијским играма учествује осми пут. На Олимпијским играма 2012, у Лондону учествовао је са троје спортиста (два мушкараца и једна жене), који су се такмичили у два индивидуална спорта.
Заставу Лаоса на свечаном отварању Олимпијских игара 2008. носио је атлетичар Kilakone Siphonexay.
Пливач Патана Инхтавонг са 15 година и 19 дана био је најмлађи представник Лаоса који се такмичио на олимпијским играма до 2012. године.
И после ових игара Лаос је остао у групи земаља које до сада нису освајале олимпијске медаље.

## Учесници по спортовима
| Спорт      | Мушкарци | Жене | Укупно |
| ---------- | -------- | ---- | ------ |
| Атлетика   | 1        | 1    | 2      |
| Пливање    | 1        | 0    | 1      |
| Укупно (2) | 2        | 1    | 3      |

## Резултати

### Атлетика
Представници Лаоса у атлетским такмичењима су добили специјалну позивницу за учешће на Играма 2012.
Мушкарци
| Атлетичар Лични рекорд    | Дисциплина | Предтакмичење | Предтакмичење | Група            | Група            | Полуфинале       | Полуфинале       | Финале           | Финале  | Детаљи |
| Атлетичар Лични рекорд    | Дисциплина | Резултат      | Место         | Резултат         | Место            | Резултат         | Место            | Резултат         | Место   | Детаљи |
| ------------------------- | ---------- | ------------- | ------------- | ---------------- | ---------------- | ---------------- | ---------------- | ---------------- | ------- | ------ |
| Kilakone Siphonexay 11,24 | 100 м      | 11,30         | 6 у гр. 1     | Није се пласирао | Није се пласирао | Није се пласирао | Није се пласирао | Није се пласирао | 68 / 75 | ,      |

Жене
| Атлетичар Лични рекорд | Дисциплина | Предтакмичење | Предтакмичење | Група             | Група             | Полуфинале        | Полуфинале        | Финале            | Финале | Детаљи |
| Атлетичар Лични рекорд | Дисциплина | Резултат      | Место         | Резултат          | Место             | Резултат          | Место             | Резултат          | Место  | Детаљи |
| ---------------------- | ---------- | ------------- | ------------- | ----------------- | ----------------- | ----------------- | ----------------- | ----------------- | ------ | ------ |
| Laenly Phoutthavong    | 100 м      | 13,15         | 6 у гр. 3     | Није се пласирала | Није се пласирала | Није се пласирала | Није се пласирала | Није се пласирала | 67/78  | ,      |

### Пливање
За учешће на играма представник Лаоса у пливању Патана Инхтавонг добио је специјалну позивницу ФИНА.
Мушкарци
| Патана Инхтавонг | 50 м слободно | 28,17 | 2 у гр 1 | Није се пласирао | Није се пласирао | Није се пласирао | Није се пласирао | Није се пласирао | 56/58 |  |